# Etheostoma rufilineatum
Etheostoma rufilineatum es una especie de pez de la familia Percidae en el orden de los Perciformes.

## Morfología
Los machos pueden llegar alcanzar los 8,4 cm de longitud total.

## Distribución geográfica
Se encuentran en Norteamérica: Virginia, Kentucky, Carolina del Norte, Tennessee,  Georgia, Alabama y Misisipi.